# Jerkyn Äuelbekow
Jerkyn Nurżanuły Äuelbekow (kaz. Еркін Нұржанұлы Әуелбеков, ros. Еркин Нуржанович Ауельбеков, ur. 22 czerwca 1930 w aule Żangasu w okręgu pietropawłowskim (obecnie w obwodzie północnokazachstańskim), zm. 29 stycznia 1999 w Ałmaty) – radziecki i kazachski polityk, członek KC KPZR (1976–1990), Bohater Pracy Socjalistycznej (1973).

## Życiorys
Od 1952 w WKP(b)/KPZR, 1953 ukończył Moskiewską Akademię Rolniczą i został głównym agronomem, później dyrektorem stanicy maszynowo-traktorowej, następnie dyrektorem sowchozu, 1961–1963 szef północnokazachstańskiego obwodowego zarządu gospodarki rolnej, I zastępca przewodniczącego Komitetu Wykonawczego Rady Obwodu Północnokazachstańskiego. Od stycznia do października 1963 II sekretarz Północnokazachstańskiego Wiejskiego Komitetu Obwodowego KPK, od października 1963 do 1965 przewodniczący Komitetu Wykonawczego Północnokazachstańskiej Rady Obwodowej (do grudnia 1964: Północnokazachstańskiej Wiejskiej Rady Obwodowej), 1965-1967 zastępca ministra gospodarki rolnej Kazachskiej SRR, 1967–1968 minister produktów zbożowych i przemysłu paszowego Kazachskiej SRR. Od marca 1968 do stycznia 1978 I sekretarz Komitetu Obwodowego KPK w Kokczetawie, od 9 kwietnia 1971 do 24 lutego 1976 zastępca członka, a od 5 marca 1976 do 2 lipca 1990 członek KC KPZR. Od stycznia 1978 do 29 stycznia 1985 I sekretarz Turgajskiego Komitetu Obwodowego KPK, od 22 stycznia 1985 do 25 lipca 1989 I sekretarz Komitetu Obwodowego KPK w Kyzył-Ordzie. Od lipca 1989 do 1990 zastępca przewodniczącego Komisji Rady Narodowości Rady Najwyższej ZSRR ds. polityki narodowościowej i stosunków międzynarodowych, 1991-1992 doradca prezydenta Kazachstanu Nursułtana Nazarbajewa, następnie na emeryturze, od 1992 do śmierci prezydent Stowarzyszenia Towarzystw Rolniczych „Żangasu”. Deputowany do Rady Najwyższej ZSRR od 8 do 11 kadencji.

## Odznaczenia
- Złoty Medal „Sierp i Młot” Bohatera Pracy Socjalistycznej (10 grudnia 1973)
- Order Lenina (trzykrotnie)
- Order Rewolucji Październikowej
- Order Czerwonego Sztandaru (trzykrotnie)

I medale.